# Pterocomma kozhuchovae
Pterocomma kozhuchovae är en insektsart. Pterocomma kozhuchovae ingår i släktet Pterocomma och familjen långrörsbladlöss. Inga underarter finns listade i Catalogue of Life.